# Tholon
Le Tholon est une rivière française qui coule dans le département de l'Yonne. C'est un affluent direct de l'Yonne en rive gauche, donc un sous-affluent de la Seine.

## Géographie
De 37,9 km de longueur, le Tholon naît dans les régions boisées de la bordure orientale de la Puisaye, sur le territoire de la petite localité de Parly, au lieu-dit le Vivier à 217 m d'altitude.
Son orientation générale va du sud vers le nord.
Il se jette dans l'Yonne (rive gauche) à Cézy, à 78 m d'altitude près de Joigny, entre Auxerre et Sens.

### Communes et cantons traversés
Dans le seul département de l'Yonne, le Tholon traverse les seize communes suivantes, de l'amont vers l'aval de Parly (source), Pourrain, Beauvoir, Égleny, Saint-Maurice-le-Vieil, Saint-Maurice-Thizouaille, Chassy, Aillant-sur-Tholon, Villiers-sur-Tholon, Senan, Champvallon, Chamvres, Paroy-sur-Tholon, Joigny, Saint-Aubin-sur-Yonne, Cézy (confluence).
Soit en termes de cantons, le Tholon prend source dans le canton de Cœur de Puisaye, traverse le canton de Charny, conflue dans le canton de Joigny, le tout dans l'arrondissement d'Auxerre.

## Hydronymie
De l'oïl Tholon, du gaulois telon- « source , cours d'eau ».

## Toponymes
Le Tholon a donné son hydronyme aux trois communes suivantes de Aillant-sur-Tholon, Paroy-sur-Tholon et Villiers-sur-Tholon. Son principal affluent l'Ocre a aussi donné son hydronyme à la commune de Saint-Martin-sur-Ocre et au hameau Sur Ocre dans la commune de Saint-Aubin-Château-Neuf.

### Bassin versant
Le Tholon traverse une seule zone hydrographique Le Tholon de sa source au confluent de l'Yonne (exclu) (F352) de 167 km2 de superficie. Ce bassin versant est constitué à 72,36 % de « territoires agricoles », à 23,12 % de « forêts et milieux semi-naturels », à 4,04 % de « territoires artificialisés » et à 0,06 % de « surfaces en eau ».

## Affluents
Le Tholon a cinq tronçons affluents référencés dont :
- Le ru de Parly (rg), 5,4 km sur les deux communes de Beauvoir et Parly[5]
- L'Ocre (rg), 7,9 km sur les cinq communes de Merry-la-Vallée, Saint-Martin-sur-Ocre, Saint-Aubin-Château-Neuf, Saint-Maurice-le-Vieil et Saint-Maurice-Thizouaille[6]

## Hydrologie
Le Tholon est une rivière moyennement abondante, comme la plupart des cours d'eau de la partie inférieure du bassin de l'Yonne.

### Le Tholon à Champvallon
Son débit a été observé sur une période de 46 ans (1968-2012) à Champvallon, à 87 m d'altitude, localité du département de l'Yonne située peu avant sa confluence avec l'Yonne. Le bassin versant de la rivière y est de 131 km2, soit 78 % de la surface qu'il draine de 167 km2.
Le module de la rivière à Champvallon est de 0,823 m3/s.
Le Tholon présente des fluctuations saisonnières de débit peu marquées. Les hautes eaux se déroulent en hiver et au printemps et portent le débit mensuel moyen à un niveau situé entre 1,00 et 1,44 m3/s, de janvier à mai inclus (avec un maximum en février). Les basses eaux ont lieu en été et au début de l'automne, de juillet à octobre, avec une baisse du débit moyen mensuel allant jusqu'à 0,426 m3/s au mois de septembre, ce qui reste très confortable.

### Étiage ou basses eaux
À l'étiage, le VCN3 peut chuter jusque 0,220 m3/s (220 litres/s), en cas de période quinquennale sèche, ce qui est loin d'être sévère.

### Crues
Les crues ne sont jamais importantes. Les QIX 2 et QIX 5 valent respectivement 3,4 et 5,2 m3/s. Le QIX 10 est de 6,3 m3/s, le QIX 20 de 7,5 m3/s et le QIX 50 de 9,0 m3/s.
Le débit instantané maximal enregistré à Champvallon a été de 17,9 m3/s le 9 janvier 1982, tandis que la valeur journalière maximale était de 10,1 m3/s le 31 mars 1978. En comparant la première de ces valeurs à l'échelle des QIX de la rivière, il ressort que cette crue de janvier 1982 était bien plus que cinquantennale, peut-être centennale voire plus, et dans tous les cas très exceptionnelle. La hauteur maximale instantanée a été de 206 cm ou 2,06 m le même 9 janvier 1982 à 19h22.

### Lame d'eau et débit spécifique
Le Tholon n'est pas une rivière très abondante du moins dans le contexte du bassin de l'Yonne. La lame d'eau écoulée dans son bassin versant est de 199 millimètres annuellement, alors qu'à Joigny la partie drainée du bassin de l'Yonne affiche une lame d'eau bien plus élevée : 307 millimètres par an. Et pour la totalité du bassin, la lame d'eau de l'Yonne est encore bien supérieure à celle du Tholon (274 millimètres par an). Le débit spécifique de la rivière (ou Qsp) n'atteint de ce fait que le chiffre assez moyen de 6,3 litres par seconde et par kilomètre carré de bassin.

## Curiosités - Tourisme
- Joigny : ville d'art et d'histoire